# Luisenburg, Gipfel der Großen Kösseine und Kleines Labyrinth
Luisenburg, Gipfel der Großen Kösseine und Kleines Labyrinth este o arie protejată (arie specială de conservare — SAC, sit de importanță comunitară — SCI) din Germania întinsă pe o suprafață de 61,29 ha, integral pe uscat.

## Localizare
Centrul sitului Luisenburg, Gipfel der Großen Kösseine und Kleines Labyrinth este situat la coordonatele 50°00′33″N 11°59′40″E / 50.0092°N 11.9944°E.

## Înființare
Situl Luisenburg, Gipfel der Großen Kösseine und Kleines Labyrinth a fost declarat sit de importanță comunitară în martie 2001 pentru a proteja 4 specii de animale. Situl a fost protejat și ca arie specială de conservare în aprilie 2016.

## Biodiversitate
Situată în ecoregiunea continentală, aria protejată conține 3 habitate naturale: Grohotișuri silicioase medio-europene, la altitudine înaltă, Pante stâncoase silicioase cu vegetație casmofită, Păduri acidofile de Picea de la nivel montan la nivel alpin (Vaccinio-Piceetea).
La baza desemnării sitului se află mai multe specii protejate:
- păsări (3): minunița (Aegolius funereus), ciocănitoare neagră (Dryocopus martius), ciuvică (Glaucidium passerinum)
- mamifere (1): râs eurasiatic (Lynx lynx)